# Norberg

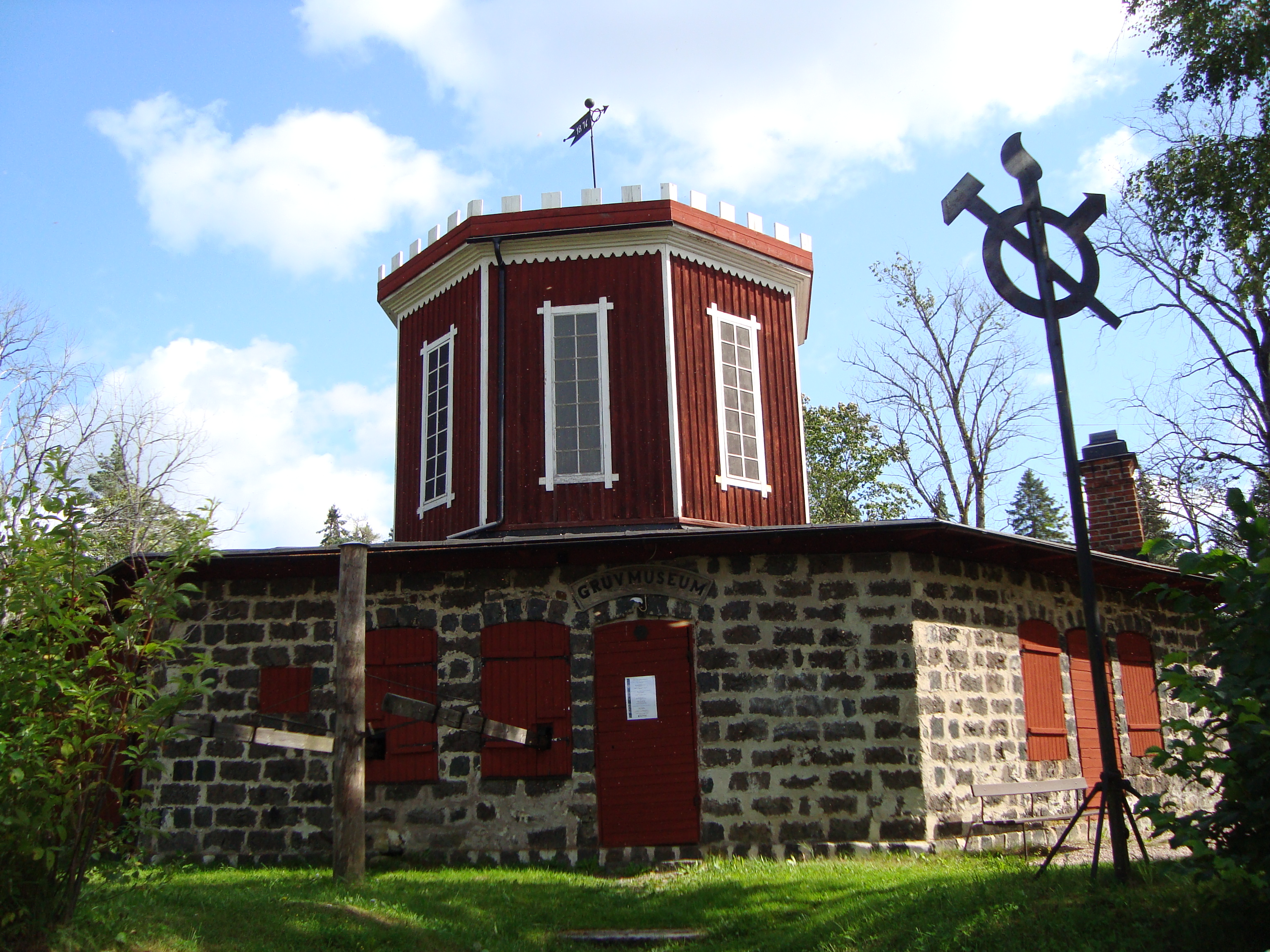
Muzeum górnicze w Norbergu

Norberg – miejscowość (tätort) w Szwecji, w regionie administracyjnym (län) Västmanland, w gminie Norberg.
Według danych Szwedzkiego Urzędu Statystycznego liczba ludności wyniosła: 4653 (31 grudnia 2015), 4543 (31 grudnia 2018) i 4439 (31 grudnia 2019).
Od średniowiecza ważny ośrodek górnictwa rud żelaza. Obecnie znajduje się tu muzeum górnicze, a na terenie dawnej kopalni organizowany jest festiwal muzyki elektronicznej.